# Phaegoptera superba
Phaegoptera superba är en fjärilsart som beskrevs av Druce 1911. Phaegoptera superba ingår i släktet Phaegoptera och familjen björnspinnare. Inga underarter finns listade i Catalogue of Life.